# Victor H. Metcalf
Pour les articles homonymes, voir Metcalf.
Victor Howard Metcalf, né le 10 octobre 1853 à Utica (New York) et mort le 20 février 1936 à Oakland (Californie), est un homme politique américain. Membre du Parti républicain, il est représentant de Californie entre 1899 et 1904 puis secrétaire au Commerce et au Travail entre 1904 et 1906 et secrétaire à la Marine entre 1906 et 1908 dans l'administration du président Theodore Roosevelt.